# Coneixeràs l'home dels teus somnis
Coneixeràs l'home dels teus somnis (títol original en anglès You Will Meet a Tall Dark Stranger) és una comèdia romàntica de 2010 dirigida per Woody Allen. La pel·lícula és la segona col·laboració del cineasta amb la productora catalana Mediapro i la seva quarta cinta rodada íntegrament a Anglaterra després de Match Point, Scoop i Cassandra's Dream. S'ha doblat al català.
Es va estrenar el 15 de maig de 2010 al Festival de Canes.

## Argument
La pel·lícula segueix a dos matrimonis, Alfie (Hopkins) i Helena (Jones), i la seva filla Sally (Watts) i el seu marit Roy (Brolin), mentre les seves passions, ambicions, i preocupacions els porten problemes.
Després que l'Alfie hagi deixat a l'Helena per recuperar la seva joventut perduda amb Charmaine (Punch), l'Helena s'abandona a la irracionalitat i comença a veure's amb Jonathan (Ashton-Griffiths), un vidu que és propietari d'una llibreria d'ocultisme.
Mentrestant, infeliç amb el seu matrimoni, Sally va sentint afecte per l'atractiu propietari de la galeria d'art on treballa, Greg (Banderas), al mateix temps que Roy, un escriptor que espera la publicació de la seva darrera novel·la, se sent atret per Dia (Pinto), una dona misteriosa que sorprèn la seva mirada a través de la finestra del seu pis.
Alfie descobreix que Charmaine, antiga prostituta, no l'omple i a més l'enganya, així que intenta tornar amb l'Helena, però aquesta només espera el permís de la difunta dona de Jonathan per estar amb ell. Roy roba la novel·la d'un amic a qui creu mort per poder refer-se dels fracassos editorials, però resulta que el presumpte mort està en coma i pot tornar a la vida. Això sí, aconsegueix estar amb la Dia després que la Sally li demani el divorci per negar-se a tenir fills. La Dia trenca el seu comopronís matrimonial per sortir amb el seu veí. La Sally, per acabar, intenta sense èxit obrir la seva pròpia galeria i allunyar-se d'un Greg que no li correspon.

## Repartiment
- Gemma Jones: Helena
- Anthony Hopkins: Alfie
- Naomi Watts: Sally
- Antonio Banderas: Greg
- Josh Brolin: Roy
- Freida Pinto: Dia
- Pauline Collins: Cristal
- Roger Ashton-Griffiths: Jonathan
- Lucy Punch: Charmaine
- Theo James: Ray

## Crítica
- "Woody Allen diverteix. (...) un altre recital d'intel·ligència i lucidesa (...) comprensió de tots els anhels, pors, misèries, enganys i grandeses de la condició humana." (Carlos Boyero: Diari El País)